# ФЭД-Стерео

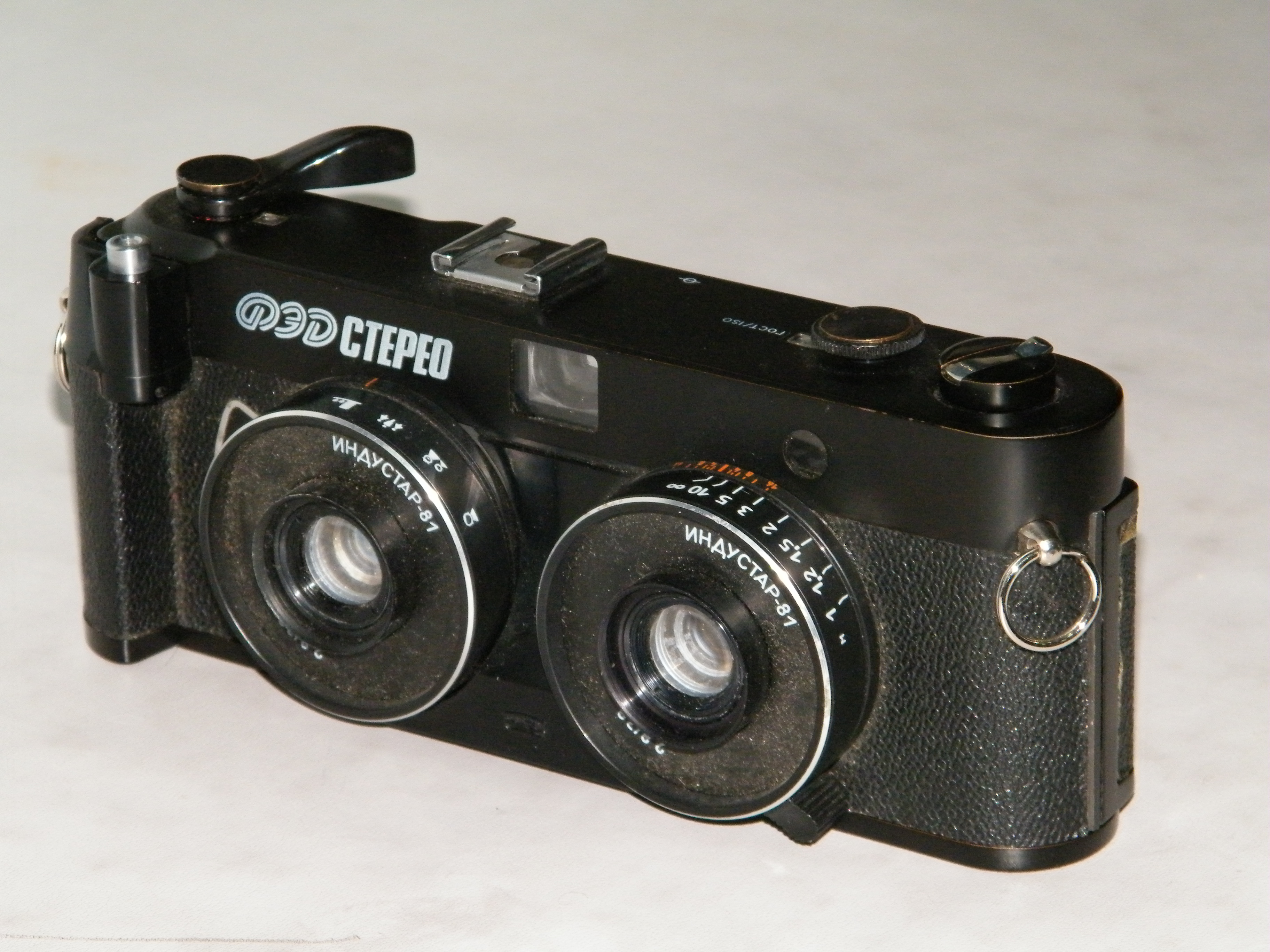
«ФЭД-Стерео»

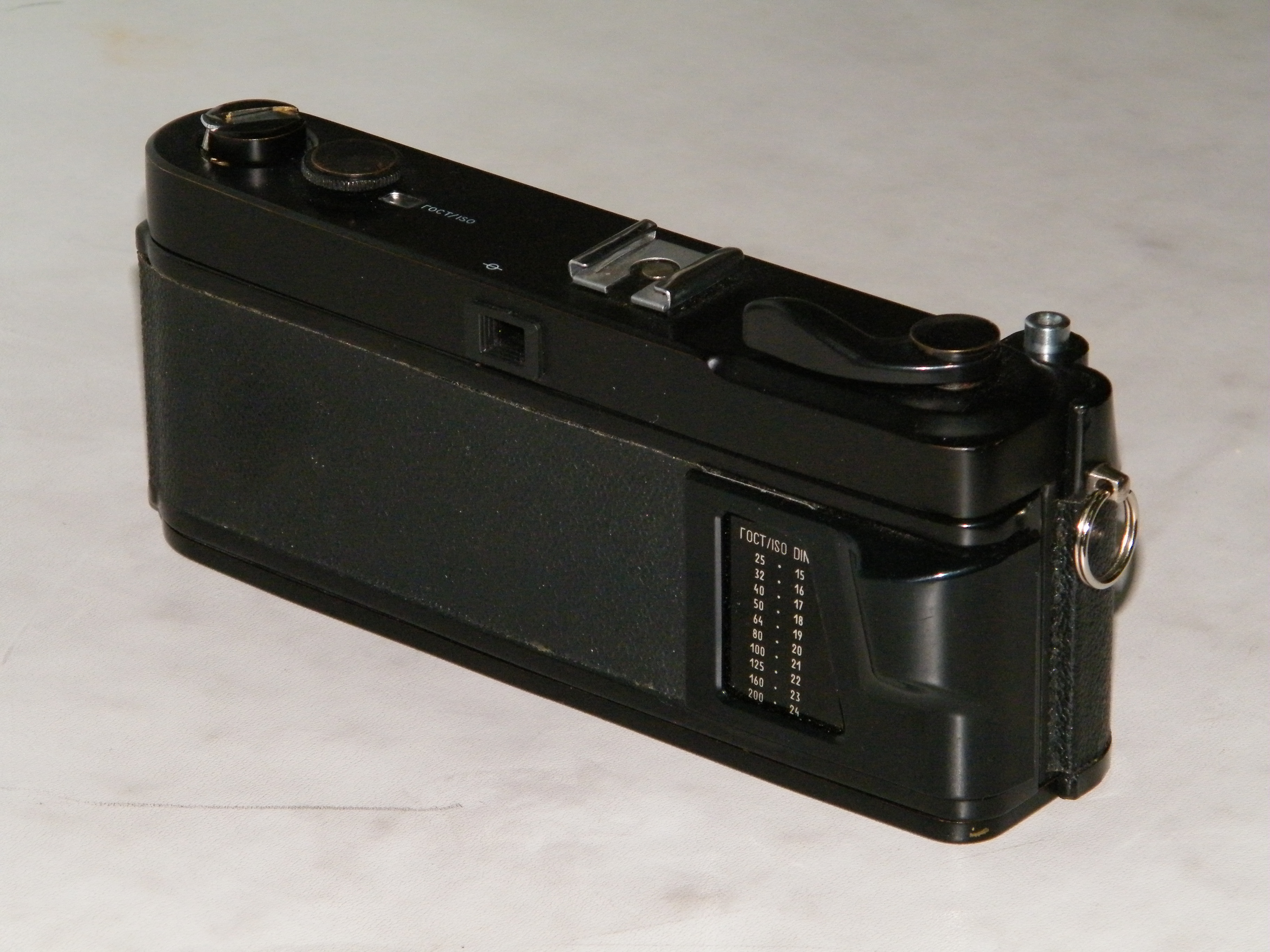
«ФЭД-Стерео», вид сзади.

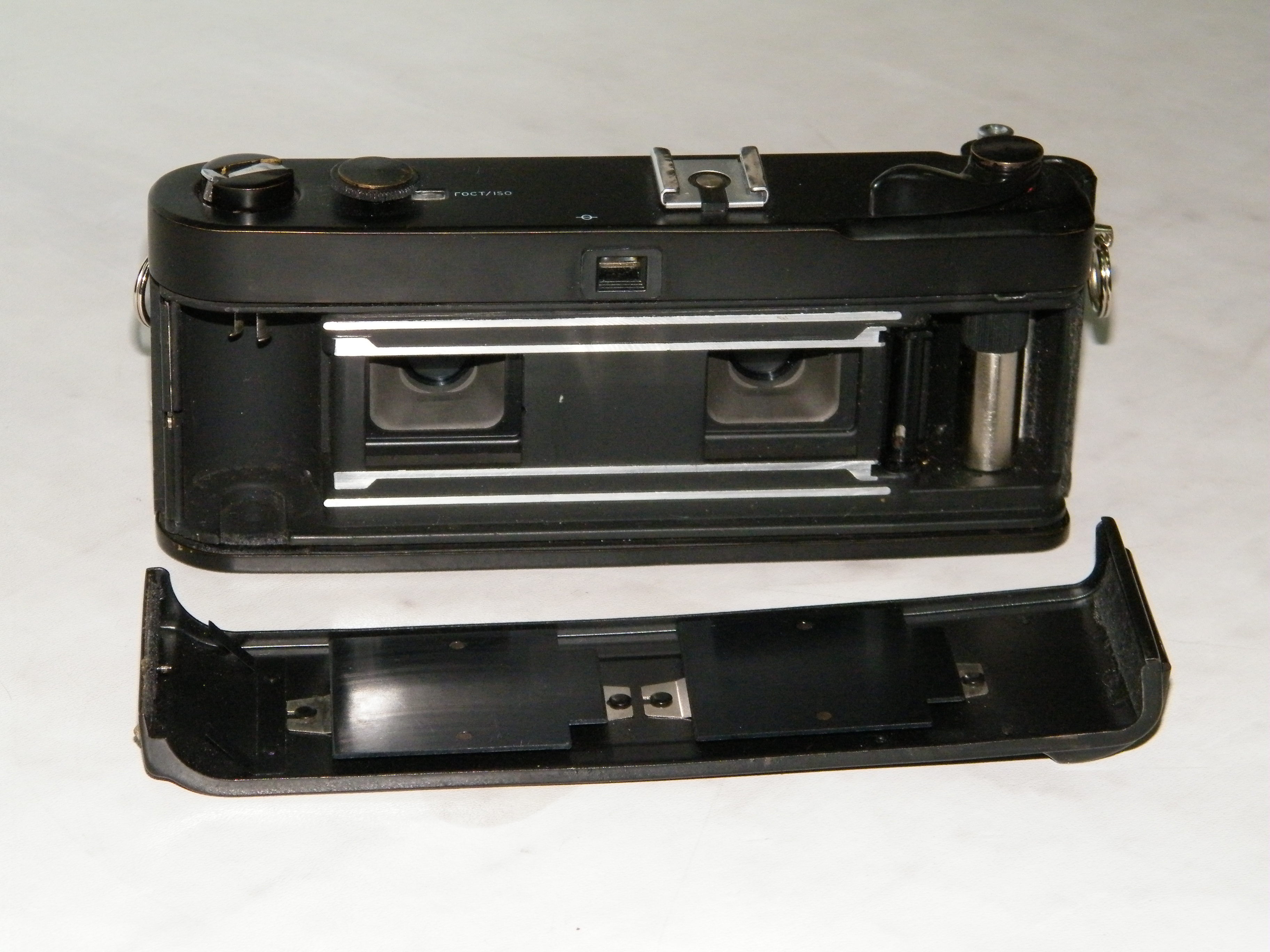
«ФЭД-Стерео» со снятой задней стенкой.

ФЭД-Стерео («FED-Stereo») — советский стереоскопический шкальный фотоаппарат.
Производился Харьковским производственным машиностроительным объединением «ФЭД» с 1988 года.
Фотоаппарат предназначен для любительской и профессиональной стереоскопической фотосъёмки на чёрно-белую и цветную фотоплёнку типа 135.
Выпущен в малом количестве.
Фотоаппарат «ФЭД-Стерео» разработан и выпущен на базе фотоаппарата «ФЭД-Микрон-2».
Стоимость фотоаппарата в конце 1980-х годов — 150 рублей.
Модификации — «ФЭД-Стерео-М» («FED-Stereo-M») и «ФЭД-Бой-стерео» («FED-Boy-stereo»)

## Технические характеристики
- Размер кадров 24×30 мм. Зарядка фотоплёнкой с стандартной кассете давала 21 стереопару, по 2 кадра в каждой паре.
- Фотоаппарат оснащён двумя несъёмными объективами «Индустар-81» (2,8/38) со стереобазой 63,4 мм. Фокусировка ручная одновременно двух объективов. Диапазон фокусировки от 1,0 м до бесконечности. Разрешающая способность объективов по центру кадра 50 линий/мм, по краям 18 линий/мм. Резьба под светофильтр 46 мм.
- Фотоаппарат «ФЭД-Стерео» оснащён двумя синхронизированными центральными залинзовыми затворами-диафрагмой. Это значит, что функцию диафрагмы выполняет центральный затвор, при съёмке лепестки затвора отрабатывают не только выдержку в секундах, но и открываются до определенного относительного отверстия. Выдержка в автоматическом режиме — от 1/30 до 1/650 сек. В ручном режиме и при отсутствии источника питания — 1/30 сек. и «В».
- Курковый взвод затвора сблокирован с перемоткой плёнки и счётчиком кадров. Курок имеет два положения — рабочее и транспортное. Имеется блокировка от неполного взвода затвора. При снятии задней стенки счётчик кадров автоматически сбрасывается.

Рукоятка обратной перемотки — рулетка.
- Установка светочувствительности фотоплёнки производится головкой, расположенной на верхней панели фотоаппарата. Значения светочувствительности — 16,20 /25/32,40/50/64,80/100/125,160/200/250,320/400/500,640/800 ед. ГОСТ/ISO (Значения, расположенные между косыми, соответствуют одному положению головки). На передней поверхности корпуса фотоаппарата размещён сернисто-кадмиевый (CdS) фоторезистор.
- Значения диафрагмы в автоматическом режиме от 2,8 до 14. В ручном режиме могут быть установлены следующие значения: 2,8, 4, 5.6, 8, 11, 16.
- Видоискатель оптический с подсвеченной рамкой, параллаксный.
- Источник питания автоматической экспонометрии — дисковый никель-кадмиевый аккумулятор Д-0,06 или ртутно-цинковый элемент РЦ-53 (современный аналог РХ-625).

## Автоматическая съёмка
Фотоаппарат «ФЭД-Стерео» — программный автомат. Экспонометрическое устройство в зависимости от установленной светочувствительности фотоплёнки и освещённости объекта фотосъёмки устанавливает сочетание выдержка-диафрагма, которое отрабатывается затвор-диафрагмой.
Минимальному значению освещённости соответствует диафрагма 2,8 и выдержка 1/30, а максимальному — диафрагма 14 и выдержка 1/650 сек. Сочетание выдержка-диафрагма не может быть изменено.
В поле зрения видоискателя видна шкала, стрелка-указатель показывает приблизительное значение выдержки и диафрагмы.
Автоматическая съёмка возможна только при установленном источнике питания. При недостаточном освещении, при отсутствии элемента питания либо при его разряде или неправильной установке автоматическая съёмка невозможна (кнопка спуска блокируется). При низком заряде элемента питания возможна неправильная работа экспонометра (кадр будет передержан).

## Съёмка с фотовспышкой и в ручном режиме
Синхронизация с электронной фотовспышкой возможна только через центральный синхроконтакт. Если фотовспышка не имеет подобного контакта — рекомендуется пользоваться переходниками сторонних производителей. Синхронизация возможна на 1/30 сек, диафрагма устанавливается в зависимости от чувствительности фотоплёнки, ведущего числа фотовспышки и расстояния до объекта съёмки.
В ручном режиме доступна выдержка только 1/30 сек. при следующих значених диафрагмы: 2,8, 4, 5,6, 8, 11, 16.
При установленной длительной выдержке «В» значение диафрагмы будет только 2,8 («ФЭД-Бой-стерео» — при выдержке «В» отрабатывается диафрагма 5,6).
При съёмке с фотовспышкой и в ручном режиме фотоаппарат сохраняет работоспособность без элемента РЦ-53.

## Дополнительные принадлежности
Для просмотра стереоскопических диапозитивов выпускался специальный стереоскопический диапроектор «Этюд-Стерео» и стереоскопические очки, принцип разделения стереоизображения — поляризационный. Для индивидуального просмотра стереодиапозитивов выпускался стереоскоп.